# Abba Saül

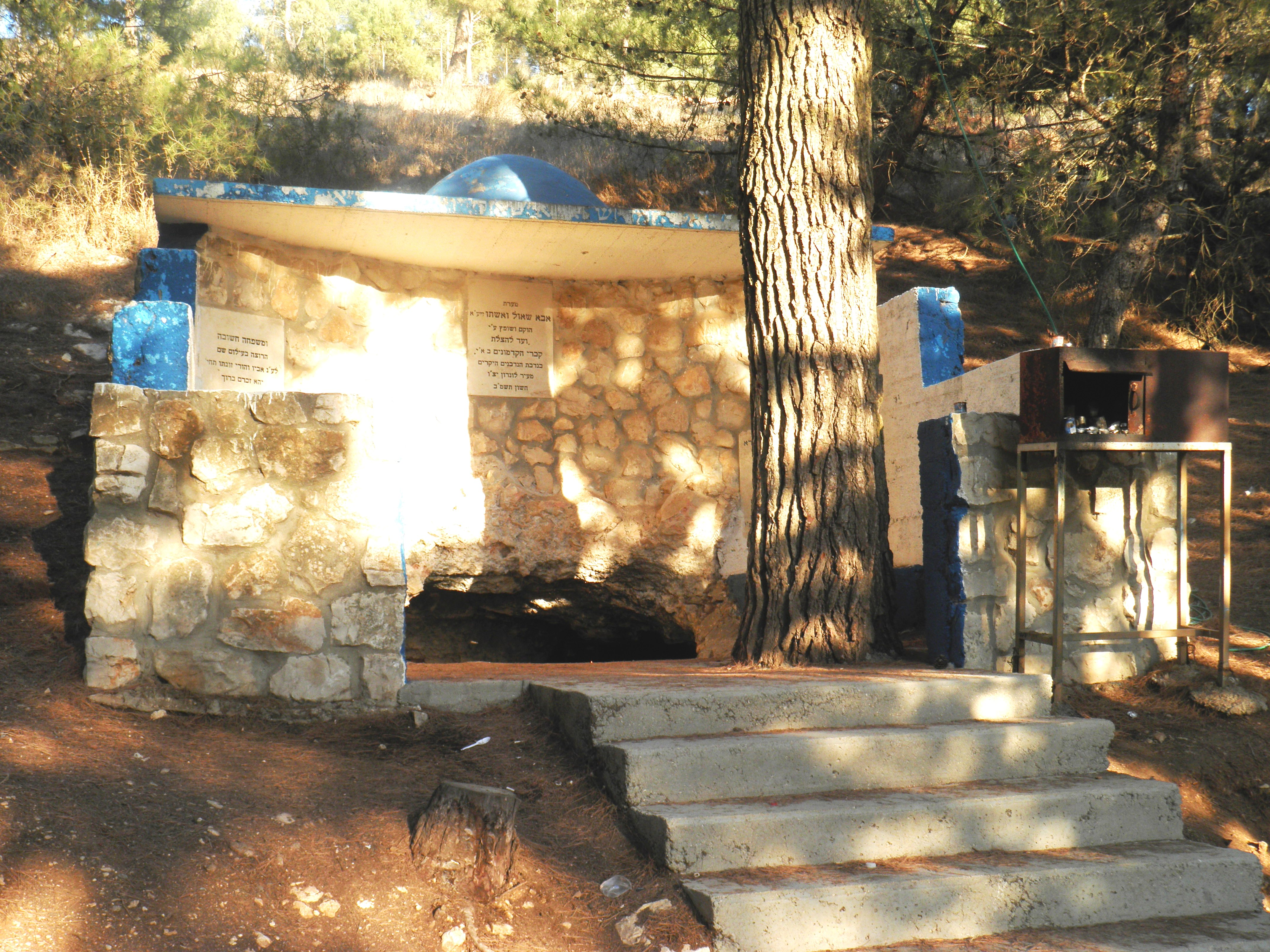
Tombe attribuée à tort à Abba Saül et à son épouse

Abba Saül (en hébreu : אַבָּא שָׁאוּל, Abba Shaoul) ou Abba Saul ben Baṭnit est un docteur de la Mishna de la quatrième génération, ayant vécu dans la seconde moitié du Ier siècle de l'ère courante. Abondamment cité dans la Mishna, il est à la base de nombreuses décisions et décrets, le plus célèbre d’entre eux étant l’interdiction de prononcer le nom tétragrammatique de Dieu, qui devient par conséquent ineffable.
Il était de grande taille, et le Talmud babylonien représente Rabbi Tarfon comme atteignant seulement son épaule. Rabbi Saül était un fossoyeur.
Abba Saul ben Baṭnit est célèbre pour sa diatribe contre les quatre grandes familles sacerdotales au Ier siècle,.

« Malheur à la maison de Boéthos, avec ses massues ! malheur à la maison d’Anan, avec ses sifflements de vipères ! malheur à la maison de Kathras, avec ses fautes de plume ! malheur à la maison de Phiabi, avec ses coups de poing ! Ils sont grands prêtres ; leurs fils sont trésoriers, leurs gendres porte-clefs du temple, et leurs esclaves frappent le peuple à coups de bâton… »

— Mishna Pessahim 4, Talmud de Babylone (page 57a)
Dans le Talmud, Tractate Yebamoth (sur le mariage léviratique), Abba Saül était rigoureux et exigeait qu'une lévir (un « Yabbam », le frère du défunt) devrait seulement avoir des intentions sacrées : 

« Abba Saül dit: « Si [un lévir] a épousé sa sœur selon la loi (la Torah) à cause de sa beauté, ou pour satisfaire ses désirs, ou avec toute autre arrière-pensée, il est comme s'il a enfreint [la loi de] l'inceste, et je suis même enclin à penser que l'enfant [d'une telle union] est un bâtard (un Mamzer). »

Abba Saül était un partisan d'un judaïsme fondé sur l'imitation de Dieu. « Abba Saül interprétait, Et je vais être comme lui : sois comme Lui. Tout comme Il (Dieu) est compatissant et miséricordieux, sois donc compatissant et miséricordieux". »
Le Rabbin Salomon Ulmann reprend les opinions et les passages qui mentionnent Abba Saül dans sa série de notes biographiques concernant les Sages dont les noms propres sont mentionnés dans le traité Pirke Aboth (Maximes des Pères) qui intègre la Mishna.